# Peter Anker

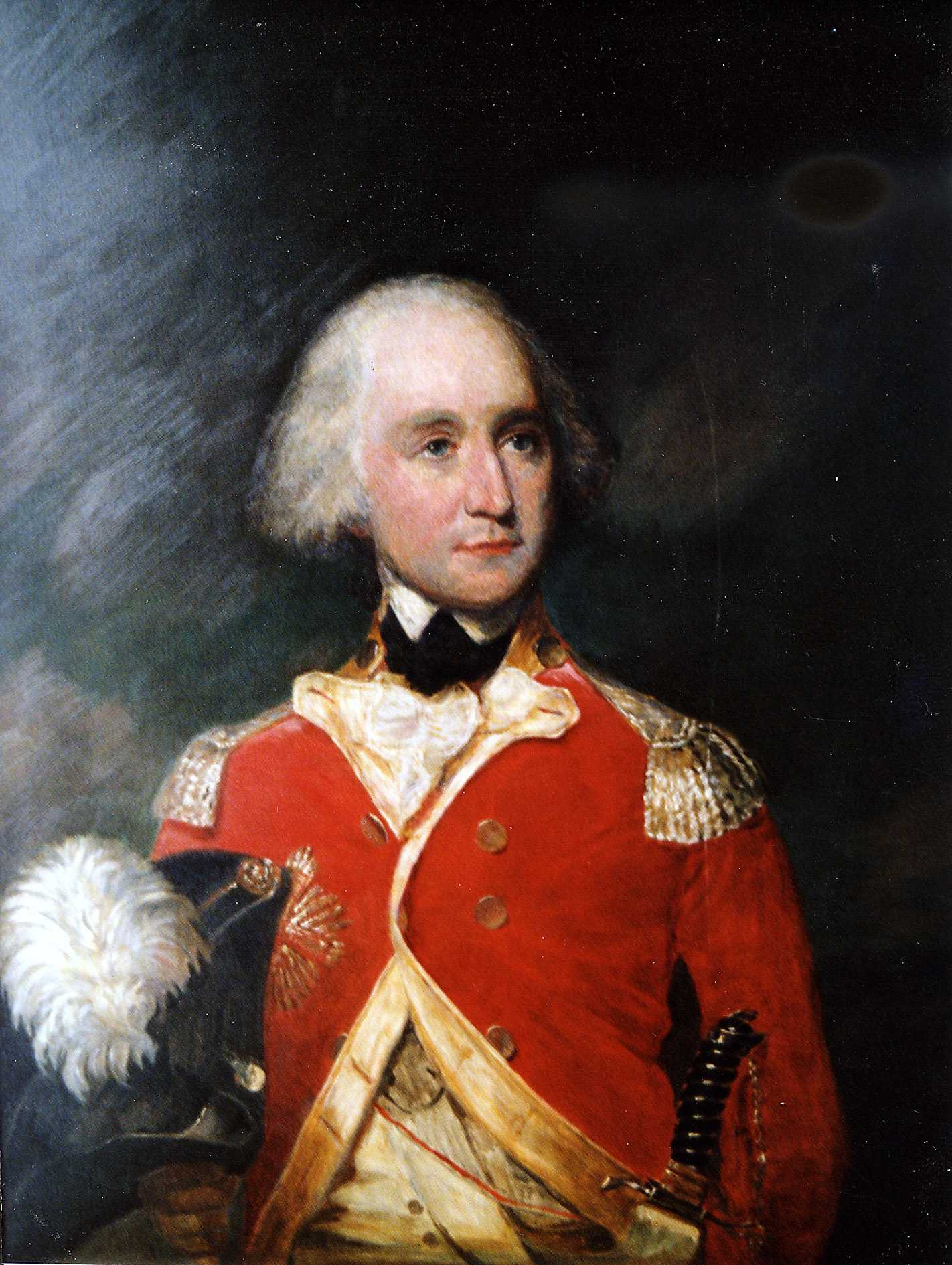
Peter Anker iklädd uniform för en generalguvernör över Tranquebar. Kopia från 1912 av Harald Brun efter äldre förlaga.

Peter Anker, född den 31 juli 1744 i Fredrikshald, död den 17 april 1832, var en norsk diplomat och kolonialtjänsteman, bror till Carsten Anker. Han var kusin till Bernt och Peder Anker.

## Biografi
År 1773 blev han dansk-norsk konsul i Kingston upon Hull och 1777 generalkonsul i London. Genom hans försorg blev ångmaskiner första gången kända i Danmark och Norge. 
År 1787 reste han som guvernör till Tranquebar i Indien. Med okuvlig energi arbetade han på utvecklingen av denna koloni och förvärvade folklig tillgivenhet där trots svårigheter till följd av chikaner från underordnade ämbetsmän och de då pågående krigen i Indien. 
1806 lämnade han kolonin, kom 1808 hem till Norge och vistades sedan till sin död på gården Øraker vid Kristiania.